# Villa del Garofano
Villa del Garofano, nota anche come Villa Il Garofalo, si trova in via delle Forbici, 31 a Firenze. 

## Storia
Questa villa, sulla collina di Camerata a Firenze, ai primi del Trecento apparteneva agli Alighieri. Quando questa famiglia fu esiliata nel 1302, la villa venne confiscata dalla Repubblica, dalla quale la ricomprarono nel 1332 i Portinari e la tennero fino al 1507. Poi la villa passò alla famiglia Giuntini.
La famiglia Bondi rese alla villa il suo carattere medievale nel 1865 e, fin dal tempo della prima guerra mondiale, vi istituì un ospizio per i mutilati della guerra.
Costruita tra la fine del '200 e gli inizi del ‘300, è stata la magione campestre degli Alighieri fino alla cacciata di Dante da Firenze. In questa occasione “casa novella divenne ai Portinari”. Copia di questo contratto è custodita nell'Archivio di Stato. La parte dove si trova il pozzo e il relativo lastricato, sono ancora originali. Nel corso dei secoli, tra le molte famiglie proprietarie, si ricorda quella dei Bondi che l’abitarono prima dei Rimbotti sin dal ‘700 e che la impreziosirono con oggetti acquistati nel corso dei loro lunghi viaggi. Molti di questi oggetti sono ancora presenti nella Villa. Nel corso della prima guerra mondiale divenne luogo di accoglienza per feriti e invalidi di Guerra, mentre durante la Seconda Guerra Mondiale venne scelta come una delle sedi dell’Ospedale Meyer.
Danneggiata da due ordigni degli Alleati che pensavano invece fosse la sede del comando delle truppe tedesche, venne acquistata dai conti Rimbotti nel 1945 che effettuarono un accurato restauro utilizzando i materiali originali e riportando la villa agli antichi fasti. Xavier Bueno realizzò in questo contesto l’affresco del Salone delle Feste, ponendo il Committente, conte Rimbotti, come prima figura a destra con le chiavi di casa in mano. Da molti anni è stata dichiarata Dimora Storica.
Una parte della Magione è stata recentemente restaurata e dedicata all’accoglienza, dando così l’opportunità a fortunati viaggiatori di soggiornare nei luoghi Danteschi.